# Pomfret (Vermont)
Pomfret – miasto w Stanach Zjednoczonych, w stanie Vermont, w hrabstwie Windsor.